# F.C. Como Women 2021-2022
Questa voce raccoglie le informazioni riguardanti la S.S.D. F.C. Como Women nelle competizioni ufficiali della stagione 2021-2022.

## Organigramma societario
Da sito societario.
Area amministrativa
- Presidente: Stefano Verga
- Direttore sportivo: Miro Keci
- Team Manager: Roberto Zambon

Area tecnica
- Allenatore: Sebastián de la Fuente
- Vice allenatore: Marco Bruzzano
- Preparatore dei portieri:
- Preparatore atletico:
- Medico sociale:
- Fisioterapisti:

## Rosa
Rosa, ruoli e numeri di maglia come da sito ufficiale, aggiornati al 20 dicembre 2021. Nel corso della stagione, non avendo la società l'obbligo di assegnare numerazioni fisse, i numeri di maglia assegnati alle calciatrici hanno subito diversi cambiamenti. 
| N. |                     | Ruolo | Calciatrice        |
| -- | ------------------- | ----- | ------------------ |
| 2  | Malta (bandiera)    | D     | Emma Lipman        |
| 3  | Italia (bandiera)   | D     | Marta Vergani      |
| 4  | Italia (bandiera)   | D     | Ilaria Dubini      |
| 5  | Italia (bandiera)   | C     | Lucia Pastrenge    |
| 6  | Italia (bandiera)   | C     | Federica Cavicchia |
| 7  | Italia (bandiera)   | D     | Elena Cascarano    |
| 8  | Italia (bandiera)   | C     | Elisa Mariani      |
| 10 | Germania (bandiera) | C     | Vivien Beil        |
| 11 | Italia (bandiera)   | A     | Alison Rigaglia    |
| 14 | Italia (bandiera)   | D     | Chiara Cecotti     |
| 15 | Italia (bandiera)   | C     | Chiara Bianchi     |

| N. |                    | Ruolo | Calciatrice         |
| -- | ------------------ | ----- | ------------------- |
| 16 | Italia (bandiera)  | C     | Alessia Gomez       |
| 17 | Italia (bandiera)  | A     | Claudia Roventi     |
| 18 | Albania (bandiera) | D     | Alma Hilaj          |
| 19 | Italia (bandiera)  | A     | Greta Di Luzio      |
| 21 | Italia (bandiera)  | C     | Miriam Picchi       |
| 22 | Italia (bandiera)  | A     | Elisa Carravetta    |
| 23 | Italia (bandiera)  | P     | Giorgia Bettineschi |
| 24 | Italia (bandiera)  | D     | Giulia Rizzon       |
| 58 | Estonia (bandiera) | A     | Vlada Kubassova     |
| 95 | Italia (bandiera)  | P     | Margherita Salvi    |

## Calciomercato

### Sessione estiva(dal 1º luglio al 2 settembre)
| Acquisti | Acquisti         | Acquisti   | Acquisti    |
| R.       | Nome             | da         | Modalità    |
| -------- | ---------------- | ---------- | ----------- |
| D        | Chiara Cecotti   | Lugano     | svincolata  |
| D        | Margherita Salvi | San Marino | svincolata  |
| D        | Alma Hilaj       | Orobica    | svincolata  |
| D        | Emma Lipman      | Lazio      | definitivo  |
| C        | Vivien Beil      | Napoli     | svincolata  |
| C        | Elisa Mariani    | Inter      | in prestito |
| C        | Lucia Pastrenge  | Inter      | in prestito |
| C        | Miriam Picchi    | Ravenna    | svincolata  |
| A        | Elisa Carravetta | Inter      | in prestito |
| A        | Vlada Kubassova  | Napoli     | svincolata  |
| A        | Alison Rigaglia  | San Marino | definitivo  |

| Cessioni | Cessioni | Cessioni | Cessioni |
| R.       | Nome     | a        | Modalità |
| -------- | -------- | -------- | -------- |
|          |          |          |          |

### Sessione invernale
| Acquisti | Acquisti      | Acquisti    | Acquisti |
| R.       | Nome          | da          | Modalità |
| -------- | ------------- | ----------- | -------- |
| P        | Sara Small    | HB Køge     | [ 8 ]    |
| D        | Belén Taborda | UAI Urquiza | [ 8 ]    |
| A        | Cristina Carp | Sampdoria   | [ 8 ]    |

| Cessioni | Cessioni | Cessioni | Cessioni |
| R.       | Nome     | a        | Modalità |
| -------- | -------- | -------- | -------- |

## Risultati

### Serie B

#### Girone di andata
| Arbitro: | Tona Mbei (Cuneo) |

|                      |           |  |
| M. Picchi 29’ (rig.) | Marcatori |  |

| Arbitro: | Ursini (Pescara) |

|                            |           |                                   |
| Cuciniello 45+1’ Costi 83’ | Marcatori | 41’ Di Luzio 62’ (rig.) M. Picchi |

| Arbitro: | Zago (Conegliano) |

|  |           |          |
|  | Marcatori | 87’ Asta |

| Arbitro: | Di Mario (Ciampino) |

|  |           |                                  |
|  | Marcatori | 11’ Kubassova 25’, 73’ M. Picchi |

| Arbitro: | Mancini (Pistoia) |

|           |           |                             |
| Menín 61’ | Marcatori | 68’ Carravetta 77’ Di Luzio |

| Arbitro: | Bortolussi (Nichelino) |

|               |           |                 |
| Kubassova 81’ | Marcatori | 35’ (rig.) Boni |

| Arbitro: | Frazza (Schio) |

|  |           |                                    |
|  | Marcatori | 47’ Rigaglia 73’ Di Luzio 77’ Beil |

| Arbitro: | Papale (Torino) |

|                                                   |           |  |
| Pastrenge 52’ Di Luzio 63’ Rizzon 78’ Mariani 90’ | Marcatori |  |

| Tavagnacco 8 dicembre 2021, ore 14:30 CET 9ª giornata | Tavagnacco        | 0 – 0 referto referto 2 | Como | Stadio comunale\| Arbitro: \| Zago (Conegliano) \| |
| Arbitro:                                              | Zago (Conegliano) |                         |      |                                                    |

| Arbitro: | Munfuletto (Bra) |

|                                             |           |            |
| Di Luzio 23’, 55’ Rizzon 27’ Carravetta 64’ | Marcatori | 65’ Ploner |

| Arbitro: | Monesi (Crotone) |

|  |           |                                                                                   |
|  | Marcatori | 12’ Mariani 24’ (rig.) Vergani 38’ Pastrenge 72’ Carravetta 82’ Beil 88’ Rigaglia |

| Arbitro: | Moncalvo (Collegno) |

|              |           |                          |
| Di Luzio 48’ | Marcatori | 21’ R. Picchi 36’ Muraro |

| Arbitro: | Moretti (Firenze) |

|  |           |                                                        |
|  | Marcatori | 9’ Hilaj 14’, 80’ Carp 23’, 30’ M. Picchi 28’ Rigaglia |

#### Girone di ritorno
| Arbitro: | Gasperotti (Rovereto) |

|  |           |            |
|  | Marcatori | 11’ Lipman |

| Arbitro: | Cerbasi (Arezzo) |

|                                 |           |          |
| Vergani 9’ (rig.) Kubassova 26’ | Marcatori | 8’ Costi |

| Arbitro: | Bonomo (Collegno) |

|                             |           |           |
| Brayda 33’ Porcarelli 90+3’ | Marcatori | 89’ Hilaj |

| Arbitro: | Castellano (Nichelino) |

|                            |           |  |
| Di Luzio 57’ Pastrenge 85’ | Marcatori |  |

| Arbitro: | Sassano (Padova) |

|                        |           |                                            |
| M. Picchi 29’ Carp 64’ | Marcatori | 1’ Jansen 49’ Barbieri 58’ Massa 81’ Menín |

| Arbitro: | Tesi (Lucca) |

|  |           |                                                    |
|  | Marcatori | 9’ Kubassova 33’, 56’, 72’ Di Luzio 79’ Carravetta |

| Arbitro: | Bianchi (Prato) |

|                                          |           |  |
| Kubassova 6’ Rizzon 73’ (rig.) Hilaj 90’ | Marcatori |  |

| Arbitro: | Manzo (Torre Annunziata) |

|  |           |               |
|  | Marcatori | 61’ Kubassova |

| Arbitro: | Picardi (Viareggio) |

|                            |           |           |
| Pastrenge 42’ Rigaglia 65’ | Marcatori | 89’ Ferin |

| Arbitro: | Massari (Torino) |

|  |           |                   |
|  | Marcatori | 80’ (rig.) Rizzon |

| Arbitro: | Orazietti (Nichelino) |

|                                             |           |  |
| Di Luzio 2’ Rigaglia 43’ M. Picchi 62’, 70’ | Marcatori |  |

| Arbitro: | Bellò (Castelfranco Veneto) |

|            |           |                                            |
| Kiem 90+1’ | Marcatori | 38’ Rigaglia 45+5’ Di Luzio 71’ Carravetta |

| Arbitro: | Chieppa (Biella) |

|                                                       |           |  |
| Rigaglia 33’, 53’ Rizzon 36’ (rig.) Di Luzio 43’, 80’ | Marcatori |  |

### Coppa Italia

#### Turno preliminare
| Arbitro: | Eremitaggio (Ancona) |

|  |           |                                      |
|  | Marcatori | 14’ Di Luzio 41’ Hilaj 49’ Kubassova |

| Arbitro: | Tona Mbei (Cuneo) |

|              |           |             |
| Di Luzio 70’ | Marcatori | 15’ Cantore |

#### Quarti di finale
| Arbitro: | Vergaro (Bari) |

|  |           |                           |
|  | Marcatori | 43’, 88’ Lázaro 56’ Haavi |

| Arbitro: | Di Cairano (Ariano Irpino) |

|                      |           |              |
| Haavi 20’ Pirone 28’ | Marcatori | 6’ Kubassova |

## Statistiche

### Statistiche di squadra
| Competizione | Punti | In casa | In casa | In casa | In casa | In casa | In casa | In trasferta | In trasferta | In trasferta | In trasferta | In trasferta | In trasferta | Totale | Totale | Totale | Totale | Totale | Totale | DR  |
| Competizione | Punti | G       | V       | N       | P       | Gf      | Gs      | G            | V            | N            | P            | Gf           | Gs           | G      | V      | N      | P      | Gf     | Gs     | DR  |
| ------------ | ----- | ------- | ------- | ------- | ------- | ------- | ------- | ------------ | ------------ | ------------ | ------------ | ------------ | ------------ | ------ | ------ | ------ | ------ | ------ | ------ | --- |
| Serie B      | 60    | 13      | 9       | 1       | 3       | 31      | 11      | 13           | 10           | 2            | 1            | 34           | 6            | 26     | 19     | 3      | 4      | 65     | 17     | +48 |
| Coppa Italia | -     | 2       | 0       | 1       | 1       | 1       | 4       | 2            | 1            | 0            | 1            | 4            | 2            | 4      | 1      | 1      | 2      | 5      | 6      | -1  |
| Totale       | -     | 15      | 9       | 2       | 4       | 32      | 15      | 15           | 11           | 2            | 2            | 38           | 8            | 30     | 20     | 4      | 6      | 70     | 23     | +47 |

### Andamento in campionato
| Giornata  | 1 | 2 | 3  | 4 | 5 | 6 | 7 | 8 | 9 | 10 | 11 | 12 | 13 | 14 | 15 | 16 | 17 | 18 | 19 | 20 | 21 | 22 | 23 | 24 | 25 | 26 |
| --------- | - | - | -- | - | - | - | - | - | - | -- | -- | -- | -- | -- | -- | -- | -- | -- | -- | -- | -- | -- | -- | -- | -- | -- |
| Luogo     | C | T | C  | T | T | C | T | C | T | C  | T  | C  | T  | T  | C  | T  | C  | C  | T  | C  | T  | C  | T  | C  | T  | C  |
| Risultato | V | N | P  | V | V | N | V | V | N | V  | V  | P  | V  | V  | V  | P  | V  | P  | V  | V  | V  | V  | V  | V  | V  | V  |
| Posizione | 1 | 5 | 10 | 7 | 6 | 5 | 2 | 1 | 1 | 1  | 1  | 2  | 2  | 2  | 1  | 1  | 1  | 2  | 2  | 2  | 2  | 2  | 2  | 2  | 1  | 1  |

Legenda:

Luogo: C = Casa; T = Trasferta. Risultato: V = Vittoria; N = Pareggio; P = Sconfitta.

### Statistiche delle giocatrici
| Giocatore      | Serie B  | Serie B | Serie B     | Serie B    | Coppa Italia | Coppa Italia | Coppa Italia | Coppa Italia | Totale   | Totale | Totale      | Totale     |
| Giocatore      | Presenze | Reti    | Ammonizioni | Espulsioni | Presenze     | Reti         | Ammonizioni  | Espulsioni   | Presenze | Reti   | Ammonizioni | Espulsioni |
| -------------- | -------- | ------- | ----------- | ---------- | ------------ | ------------ | ------------ | ------------ | -------- | ------ | ----------- | ---------- |
| S. Annoni      | -        | -       | -           | -          | -            | -            | -            | -            | -        | -      | -           | -          |
| A. Bacullo     | -        | -       | -           | -          | -            | -            | -            | -            | -        | -      | -           | -          |
| V. Beil        | 18       | 2       | 0           | 0          | 3            | 0            | 0            | 0            | 21       | 2      | 0           | 0          |
| A. Benecchi    | -        | -       | -           | -          | -            | -            | -            | -            | -        | -      | -           | -          |
| G. Bettineschi | 15       | -5      | 0           | 0          | 2            | -2           | 0            | 0            | 17       | -7     | 0           | 0          |
| C. Bianchi     | 14       | 0       | 0           | 0          | 3            | 0            | 0            | 0            | 17       | 0      | 0           | 0          |
| E. Carnovali   | -        | -       | -           | -          | -            | -            | -            | -            | -        | -      | -           | -          |
| C. Carp        | 13       | 2       | 0           | 0          | 2            | 0            | 0            | 0            | 15       | 2      | 0           | 0          |
| E. Carravetta  | 25       | 5       | 0           | 0          | 4            | 0            | 0            | 0            | 29       | 5      | 0           | 0          |
| E. Cascarano   | 10       | 2       | 3           | 0          | 2            | 0            | 0            | 0            | 12       | 2      | 3           | 0          |
| F. Cavicchia   | 2        | 0       | 0           | 0          | -            | -            | -            | -            | 2        | 0      | 0           | 0          |
| C. Cecotti     | 15       | 0       | 1           | 0          | 2            | 0            | 0            | 0            | 17       | 0      | 1           | 0          |
| G. Di Luzio    | 22       | 14      | 1           | 1          | 4            | 2            | 0            | 0            | 26       | 16     | 1           | 1          |
| I. Dubini      | 3        | 0       | 0           | 0          | 1            | 0            | 0            | 0            | 4        | 0      | 0           | 0          |
| A. Grassi      | -        | -       | -           | -          | -            | -            | -            | -            | -        | -      | -           | -          |
| A. Hilaj       | 23       | 3       | 4           | 0          | 4            | 1            | 0            | 0            | 27       | 4      | 4           | 0          |
| V. Kubassova   | 19       | 5       | 3           | 0          | 4            | 2            | 0            | 0            | 23       | 7      | 3           | 0          |
| E. Lipman      | 23       | 1       | 4           | 0          | 3            | 0            | 1            | 0            | 26       | 1      | 5           | 0          |
| E. Mariani     | 19       | 2       | 1           | 0          | 3            | 0            | 0            | 0            | 22       | 2      | 1           | 0          |
| E. Ostuni      | -        | -       | -           | -          | 0            | 0            | 0            | 0            | 0        | 0      | 0           | 0          |
| L. Pastrenge   | 25       | 4       | 4           | 0          | 4            | 0            | 0            | 0            | 29       | 4      | 4           | 0          |
| M. Picchi      | 25       | 9       | 3           | 0          | 4            | 0            | 1            | 0            | 29       | 9      | 4           | 0          |
| A. Rigaglia    | 24       | 8       | 1           | 0          | 4            | 0            | 0            | 0            | 28       | 8      | 1           | 0          |
| G. Rizzon      | 25       | 4       | 0           | 0          | 3            | 0            | 0            | 0            | 28       | 4      | 0           | 0          |
| C. Roventi     | 18       | 0       | 2           | 0          | 4            | 0            | 0            | 0            | 22       | 0      | 2           | 0          |
| M. Salvi       | 8        | -7      | 0           | 0          | 1            | -1           | 0            | 0            | 9        | -8     | 0           | 0          |
| K. Shchrbaniuk | -        | -       | -           | -          | 0            | 0            | 0            | 0            | 0        | 0      | 0           | 0          |
| S. Small       | 2        | -5      | 0           | 0          | 1            | -3           | 0            | 0            | 3        | -8     | 0           | 0          |
| B. Taborda     | 8        | 0       | 0           | 0          | -            | -            | -            | -            | 8        | 0      | 0           | 0          |
| M. Vergani     | 24       | 2       | 3           | 0          | 4            | 0            | 0            | 0            | 28       | 2      | 3           | 0          |